# Germanos von Patras

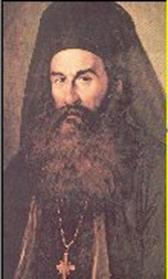

Germanos (Geburtsname Γεώργιος Γκόζιας/Κοντζιάς [Georgios Gozias/Kotzias]; neugriech. bekannt als Παλαιών Πατρών Γερμανός) (* 25. März 1771 in Dimitsana; † 30. Mai 1826 in Nafplio) war der Metropolit der Griechisch Orthodoxen Kirche in Patras.
Vor seiner Weihe als Metropolit durch den Patriarchen Gregor V. war Germanos Priester in Smyrna.

## Rolle im griechischen Freiheitskampf

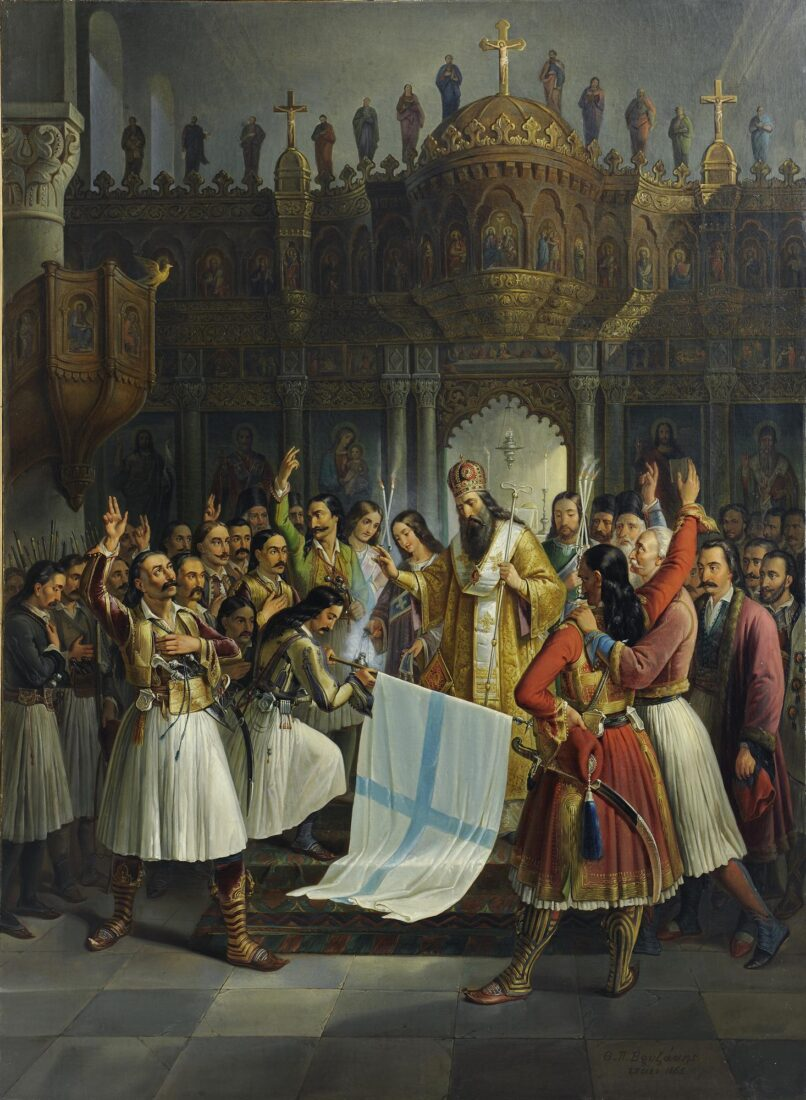
Kloster Agia Lavra, Germanos segnet die Fahne des Freiheitskampfes. Ölgemälde von Theodoros Vryzakis, 1865. Nationalgalerie, Athen

Germanos von Patras nahm Ende Januar 1821 als Präsident an der Konferenz von Vostitsa teil. Im Gegensatz zu der von Papaflessas vertretenen und durchgesetzten Auffassung plädierte er dafür, den Beginn der Revolution hinauszuzögern, anstatt sie am 25. März 1821 zu starten.
Nach einer nicht eindeutig belegten Überlieferung segnete er im nahe Kalavrita gelegenen Kloster Agía Lávra die Fahne der am Widerstand gegen die Fremdherrschaft der Osmanen auf dem Peloponnes maßgeblich beteiligten Freiheitskämpfer und schwor diese auf den weiteren Kampf für eine unabhängige griechische Republik ein. In der griechischen Geschichtsschreibung gilt dies als Beginn des Griechischen Freiheitskampfes. Das Kloster ist ein Nationalheiligtum und der 25. März Nationalfeiertag Griechenlands geworden. Das Bild der Segnung der Fahne durch Germanos von Theodoros Vryzakis hängt in der Nationalgalerie in Athen.